# Discocalyx crinita
Discocalyx crinita är en viveväxtart som beskrevs av A. C. Smith. Discocalyx crinita ingår i släktet Discocalyx och familjen viveväxter. Inga underarter finns listade i Catalogue of Life.